# Cuijk (plaats)
Cuijk (uitspraakⓘ; dialect: Kuuk) is een dorp in het noordoosten van de Nederlandse provincie Noord-Brabant, in de gemeente Land van Cuijk. Op 1 januari 2023 telde het dorp 18.765 inwoners, verdeeld over 8.663 woningen, met een gemiddelde WOZ-waarde van € 304.000, op een oppervlakte van 9,55 km².
Het dorp ligt op de westoever van de Maas, hemelsbreed 13 kilometer ten zuiden van Nijmegen.

## Naam
De naam Cuijk is afgeleid van het Keltische woord 'Keukja', wat 'kromming' of 'bocht' betekent. Dit duidt op de kromming of bocht in de Maas ter hoogte van Cuijk. 'Keukja' werd later door de Romeinen verbasterd tot 'Ceuclum', waaruit uiteindelijk de naam Cuijk ontstond.

## Geschiedenis

### Voorgeschiedenis
Al honderden jaren voor de jaartelling woonden er relatief veel mensen in deze streek. De Kelten hielden vee, bebouwden het land en woonden in grote houten hutten of schuren. Voor hun doden droegen zij extra zorg.
Op het Kampse Veld in Haps vond men begin 20e eeuw een nederzetting uit ongeveer 700 jaar v.Chr. Ook in Cuijk zijn sporen aangetroffen uit de prehistorie. Zo werden in 1844 bij de Haanhof veel ronde grafheuvels aangetroffen uit de bronstijd. In deze heuveltjes waren urnen met menselijke beenderresten bijgezet. Dergelijke vondsten had men in 1825 ook gedaan op de Kalkhof.

### Ceuclum
Toen Julius Caesar kort voor onze jaartelling Gallië veroverde en de Romeinse invloed doordrong tot het gebied veranderde er veel. De Rijn werd de grens van het Romeinse Rijk. Een rij van legerplaatsen of castella, waarin Romeinse legioenen waren gelegerd, zorgden voor de verdediging. Voorbeelden hiervan zijn Nijmegen, Xanten, Keulen en Bonn.

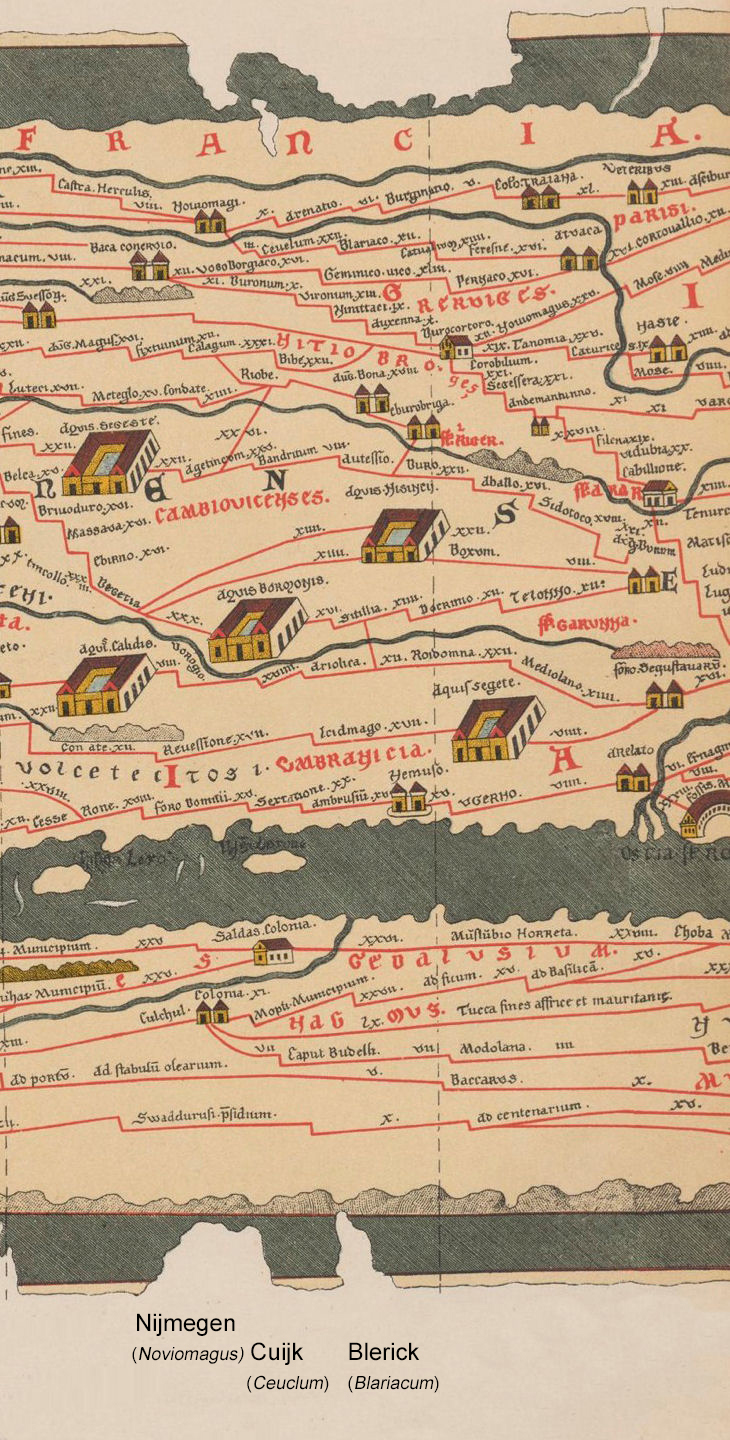
Deel van Tabula Peutingeriana met onder meer Noviomagi (Nijmegen), Ceuclum (Cuijk) en Blariacum (Blerick)

De legerplaatsen waren verbonden door heerwegen. Een van deze wegen liep van Nijmegen naar Tongeren via Cuijk. In de 20e eeuw zijn vele sporen van deze weg gevonden onder Cuijk en Sint Agatha en verder naar het zuiden. Door zijn ligging en verbindingen kon Cuijk in de Laat-Romeinse tijd uitgroeien tot een regionaal handelscentrum.
Er bestaat nog een Romeinse wegenkaart in een middeleeuwse natekening, de zogenaamde Peutingerkaart (Tabula Peutingeriana). Op een uithoek hiervan komt in langgerekte vorm de oudste geografische schets van Nederland voor. De wegen zijn aangegeven met Romeinse afstandsmaten en de voornaamste Romeinse nederzettingen worden aangeduid door een of ander bouwwerk. Naast Nijmegen staat hierop ook Ceuclum, het tegenwoordige Cuijk. Bij Ceuclum lag in de laat-Romeinse tijd een brug die onderdeel was van bovengenoemde heerweg. Restanten van deze brug zijn te bezichtigen in Museum Ceuclum.
Verdere opgravingen zijn verricht bij de Sint-Martinuskerk, die op een verhoging is gelegen. In 1937, 1939 en 1949 werden hier de fundamenten van een Romeins castellum uit de 4e eeuw opgegraven en ook Merovingische en Karolingische scherven. Deze duiden erop dat Cuijk gedurende een zeer lange tijd continu bewoond is geweest. Een voorloper van de Sint-Martinuskerk was gebouwd op twee Gallo-Romeinse tempels.
In 2017 werden tijdens rioleringswerkzaamheden in de Grotestraat een spitsgracht (gracht rondom een castellum), resten van een beeld, aardewerk en brokstukken van muurschilderingen aangetroffen. Volgens de archeologen duiden de laatstgenoemde vondsten op de aanwezigheid van een badhuis.

### Middeleeuwen
Een bekende legende is dat Cuijk ooit stadsrechten heeft gehad maar deze verkocht heeft aan het dorp Grave dat nu wel een stad is. Werkelijk bewijs hiervoor is tot dusver niet gevonden. Desondanks wordt Cuijk soms geduid als een voormalige stad.

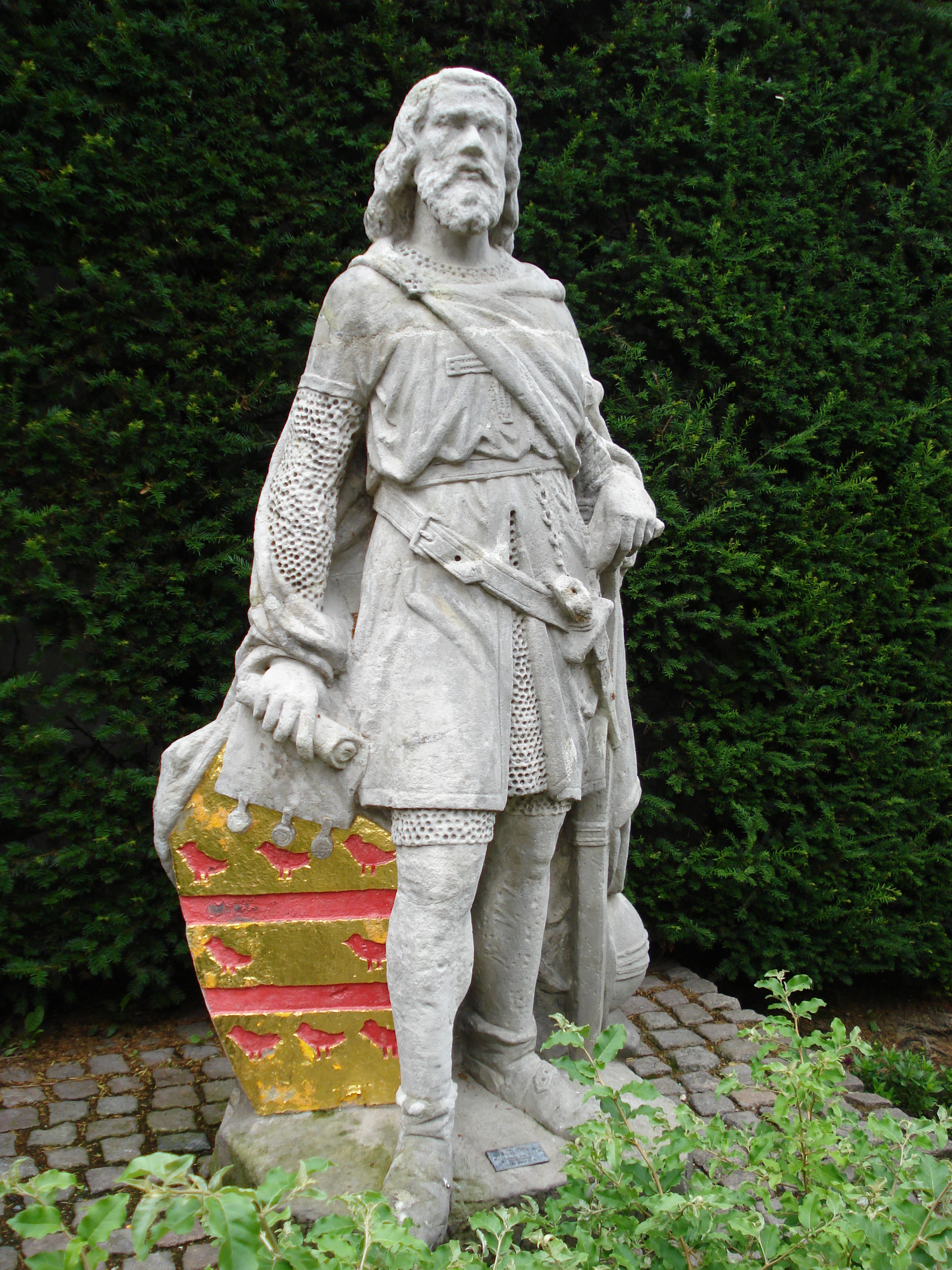
Standbeeld van Jan I van Cuijk

Vanaf de 11e eeuw zijn de Heren van Cuijk in de geschiedenis aantoonbaar. Deze adellijke familie, afkomstig uit Malsen (nu Buurmalsen, Geldermalsen), had nauwe banden met de Graven van Holland, Gelre en Vlaanderen. Ze noemden hun geslacht naar het oude Romeinse Ceuclum. In hun machtssfeer ontstond de heerlijkheid Land van Cuijk. Omstreeks 1133 werd de heer verbannen wegens de moord op Floris de Zwarte, en werd het kasteel te Cuijk verwoest. Toen hij terugkeerde vestigde hij zich te Grave, wat de hoofdplaats werd van het Land van Cuijk. Vooral Jan I van Cuijk was een belangrijk heerser. Hij bracht het Land van Cuijk in de Brabantse invloedssfeer en in 1308 verleende hij de gemeenterechten aan de bevolking van Cuijk en andere dorpen, zodat dezen van de woeste gronden gebruik konden maken.
Hoewel het bestuur van het Land van Cuijk in Grave zetelde, vond de Landdag (een jaarlijks beraad van de verschillende dorpen) in Cuijk plaats, en ook de Hoofdbank, een soort rechtbank voor het Land van Cuijk, bevond zich hier.

### Tachtigjarige oorlog en Republiek
Het Land van Cuijk werd in 1559 in pandschap aan Willem van Oranje gegeven. Zowel Oeffelt als de Heerlijkheid Boxmeer behoorden echter niet tot het Land van Cuijk. Kasteel Middelaar en Kasteel Bleijenbeek (1589) werden door de Spanjaarden belegerd. In 1602 werd Grave door Prins Maurits veroverd, maar het Land van Cuijk bleef in een onzekere positie tussen de Spaanse en Staatse Nederlanden, tot het in 1648 bij de Republiek der Nederlanden werd gevoegd. Hiermee verloren de katholieken hun rechten en waren ze in eerste instantie op een grenskerk te Oeffelt aangewezen, om na 1672 een schuurkerk aan de Molenstraat te mogen betrekken.
In 1712 vond een grote dorpsbrand plaats, waarna de strodaken werden verboden en pannendaken voorgeschreven. Einde 18e eeuw kende Cuijk een windmolen en een rosmolen.
Omstreeks 1800 kregen de katholieken hun parochiekerk weer terug en in 1809 werd de nu nog bestaande Hervormde kerk op de hoek Markt/Grotestraat gebouwd.

### Moderne tijd
De Maas zorgde voor veel overstromingen, waarbij die van 1820, 1861, 1880 en 1926 kunnen worden genoemd. Mede hierdoor was de streek nogal geïsoleerd. Er werd echter een spoorweg aangelegd die op 1 juni 1883 in gebruik werd gesteld. Ook in Cuijk kwam een spoorwegstation. In hetzelfde jaar kwam er ook een postkantoor, nadat in 1850 al een hulppostkantoor was ingericht.

#### Bedrijvigheid
De economische activiteit uitte zich in tal van jaarmarkten waar stoffen, vee en dergelijke werden verhandeld. Dit maakte Cuijk tot een streekcentrum. Industrie was er ook. Er waren omstreeks 1860 ook tal van bedrijven. Dat van Johannes van Susteren vervaardigde weegschalen en koffiemolens. Andere bedrijven produceerden brandkasten en brandspuiten, er waren twee bierbrouwerijen en verder waren er werkplaatsen waar orgels respectievelijk kerkornamenten werden gefabriceerd. Voorts waren er enkele leerlooierijen, de eerste in 1835 opgericht, en kaarsenmakerijen. De belangrijkste industrie was de tabaks- en sigarenindustrie. Tabak werd verbouwd en verwerkt tot sigaren. In 1859 was er de Krommeniese fabriek van J. Baars & Zonen die in Cuijk een filiaal had. Later kwamen er meer sigarenfabrieken, terwijl de fabriek van Baars de Victor Hugo-sigaren produceerde. Hier werkten in 1930 146 mannen, 31 vrouwen en 41 kinderen. In 1907 bestond te Cuijk al de melkfabriek Lacto, die in 1924 werd overgenomen door Nutricia en zich in babyvoeding ging specialiseren. In 1917 kwam er de zoutzuurfabriek van G.B. Wolf.

### Naoorlogse tijd
Op het einde van de Tweede Wereldoorlog was Cuijk weliswaar bevrijd (op 17 september 1944), maar de overzijde van de Maas zou daar tot maart 1945 op moeten wachten. Beschietingen en de bijbehorende verwoesting van veel huizen waren het gevolg.
De gunstige ligging aan de Maas en de spoorlijn Nijmegen-Venlo lokte na de Tweede Wereldoorlog veel bedrijven naar Cuijk. Er werden  Maashavens ten westen van Katwijk aangelegd en kwamen er grote bedrijventerreinen. De bevolking nam daarbij toe van 5.645 in 1950 tot 15.300 in 1975. Omstreeks 1960 werd begonnen met de aanleg van de nieuwbouwwijk "De Valuwe" (ongeveer 1.500 woningen) ten noorden van Cuijk, en in 1970 begon men met de bouw van "Padbroek", in zuidelijke richting. In 1980 werd ook met de wijk "Heeswijkse Kampen" een aanvang genomen. Deze ligt ten noordwesten van de dorpskern. In 2005 heeft de bouwkoorts aan de noordelijke rand van de Heeswijkse Kampen toegeslagen; tot 2012 worden er aan de rand van de wijk nog eens 1.200 woningen bijgebouwd.

### Nijmeegse Vierdaagse
De laatste dag van de Nijmeegse Vierdaagse is de Dag van Cuijk, met een ontvangst die uitgroeide tot een zeven dagen durend feest. Sinds 1935 wordt er een pontonbrug over de Maas gemaakt voor de deelnemers door de 105 Geniecompagnie Waterbouw.

## Bezienswaardigheden
- Sint-Martinuskerk, een neogotische kruisbasiliek , gebouwd van 1911-1913 naar ontwerp van Caspar Franssen, met een bijzonder barokorgel uit 1650.
- Toren van de in 1913 afgebroken gotische Sint-Martinuskerk, uit 1480. Ze heeft drie geledingen. Deze toren was in gebruik als doopkapel en, na de restauratie in 1991, is het Museum Ceuclum erin gevestigd.
- Beeldentuin, naast de Sint-Martinuskerk op de voormalige Protestantse begraafplaats. Er kan een 21-tal beelden worden tentoongesteld en deze blijven een tweetal jaren staan alvorens ze vervangen door nieuwe beelden.
- Calvariekapel op de begraafplaats, ontworpen door Pierre Cuypers, uit 1898.
- Pastorie, uit het begin van de 19e eeuw. Het is een herenhuis in empirestijl.
- Villa Carolina aan de Grotestraat, een notarishuis gebouwd in 1874. In 1947 werd het een klooster van de Oblaten van de Onbevlekte Maagd Maria en werd de naam: Huize Mazenod, naar de stichter van de Congregatie. In 1949 vond een verbouwing plaats waarbij ook een kapel in het huis werd ingericht. Van 1985-1993 woonden er tijdelijk de Dominicanessen van Bethanië, waarna de Oblaten er weer in trokken. In 2009 werd besloten het pand te verkopen, aangezien de orde der Oblaten door ouderdom zeer sterk was uitgedund. Achter het gebouw ligt een fraaie tuin.
- Windmolen "Jan van Cuijk"
- De Protestantse kerk op de hoek Markt/Grotestraat is een neoclassicistisch gebouwtje uit 1809, een zogenaamd Napoleonskerkje. Het eenvoudige interieur heeft een bijzondere kansel met doopvont, en een orgel uit 1830, dat in 1980 werd gerestaureerd. De luidklok, gegoten door Clement Drouot, stamt uit 1811, werd door de bezetter tijdens de Tweede Wereldoorlog geroofd, maar ze werd nimmer omgesmolten tot wapentuig. In 1978 vond men de klok terug te Berlicum, waarna ze weer op haar oorspronkelijke plaats terug werd gebracht.
- Het Joods monument uit 1985 bevindt zich tegen de achtergevel van de voormalige synagoge. Het houdt de herinnering levend aan de dertien Joodse inwoners van Cuijk die tijdens de Tweede Wereldoorlog door de nazi's zijn weggevoerd en omgebracht.
- Woning Grotestraat 1, een voormalige bedrijfswoning van een leerlooierij.
- Fratershuis aan Grotestraat 64-66, nu een horecagelegenheid.
- Voormalige sigarenfabriek "Kansas", aan de Kerkstraat 7, nu een café.
- Fabrikantenwoning aan de Stationsstraat 8, gebouwd voor de leerlooiersfamilie Regouin, eigenaren van Koninklijke Leder- en Drijfriemenfabriek M.B. Regouin.
- Huize "Overhage", uit 1753. Vroeger maakte het deel uit van een landgoed. Bij het huis bevinden zich de stal, de schuur, de tuinmuur, de toegangspoort en een theekoepel.
- Maasboulevard, een omstreeks 2007 aangelegde boulevard langs de Maas die ten doel had om het contact van Cuijk met de Maas weer te herstellen. Vanaf de Maasboulevard is tevens uitzicht op de stuwwallen van de Mookerheide en het Reichswald aan de overzijde van de rivier.
- Het beeld Stier, gemaakt door de Rotterdamse kunstenaar Kees Timmer uit 1958. Dit beeld was te zien op de wereldtentoonstelling in 1958 expo 58, in Brussel. Een kleine schetsversie van dit beeld is in bezit van museum Boijmans van Beuningen.

### Fotogalerij

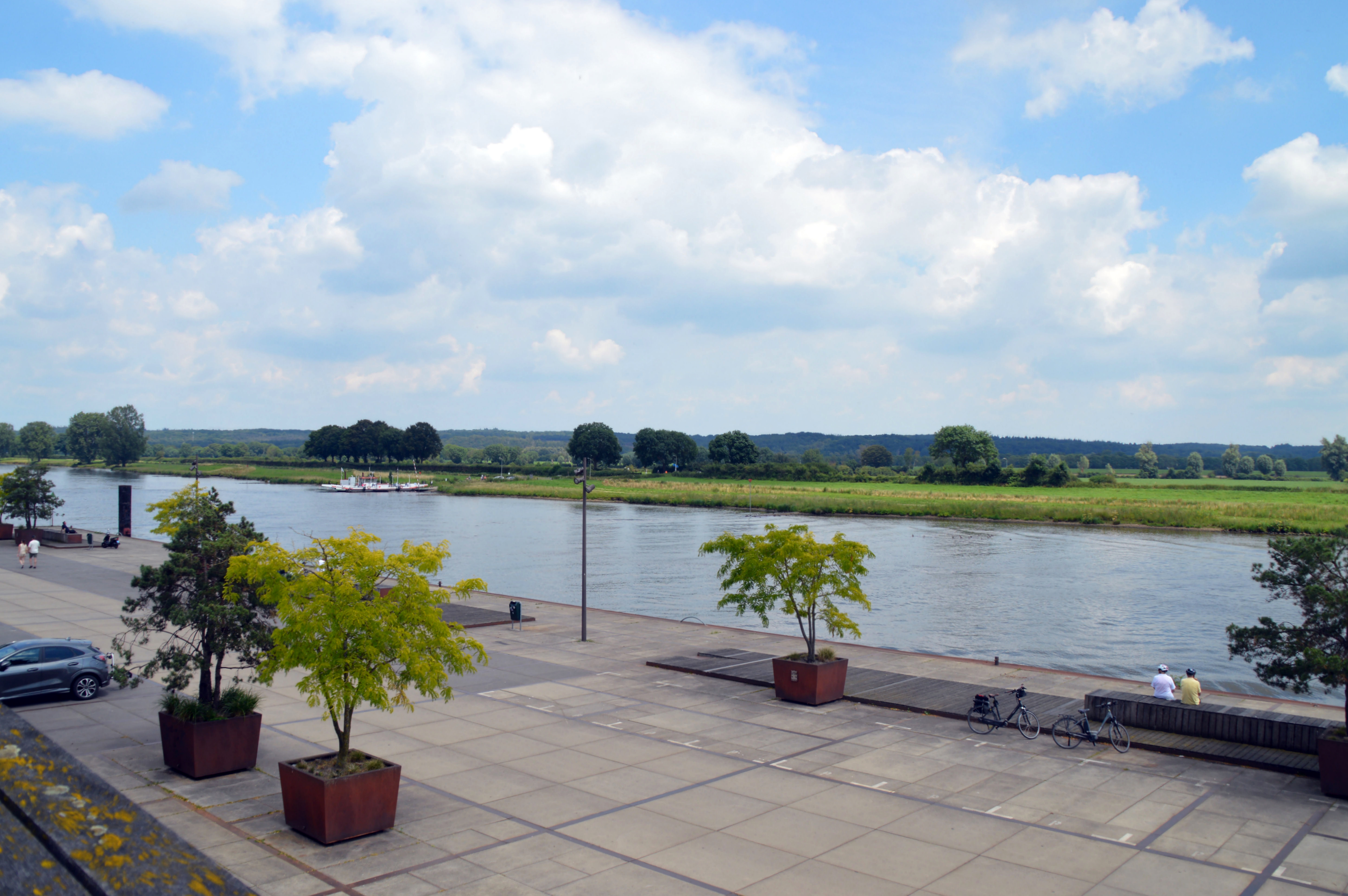
Maasboulevard met zicht op de Stuwwal en de Mookerheide
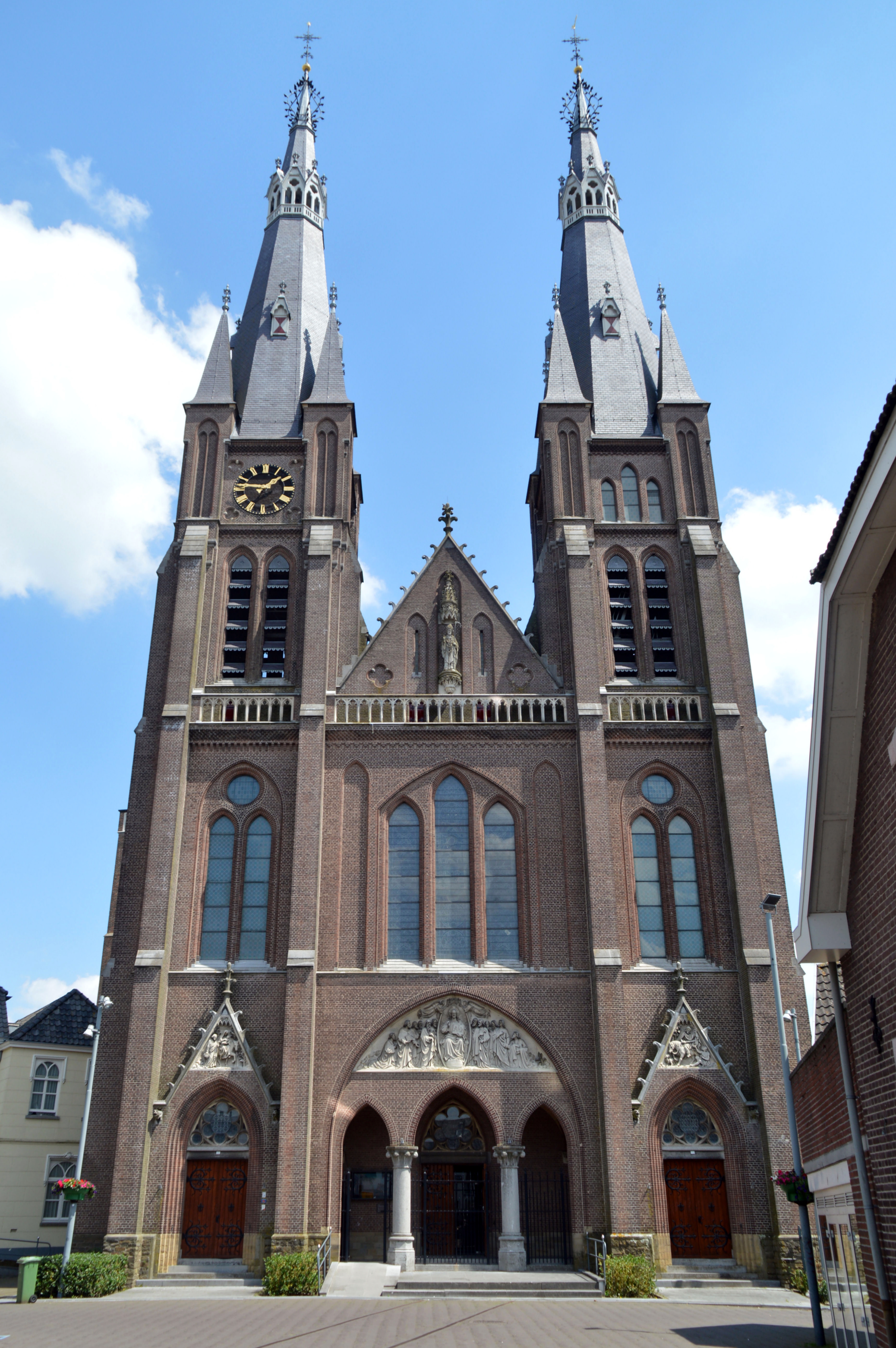
Sint-Martinuskerk
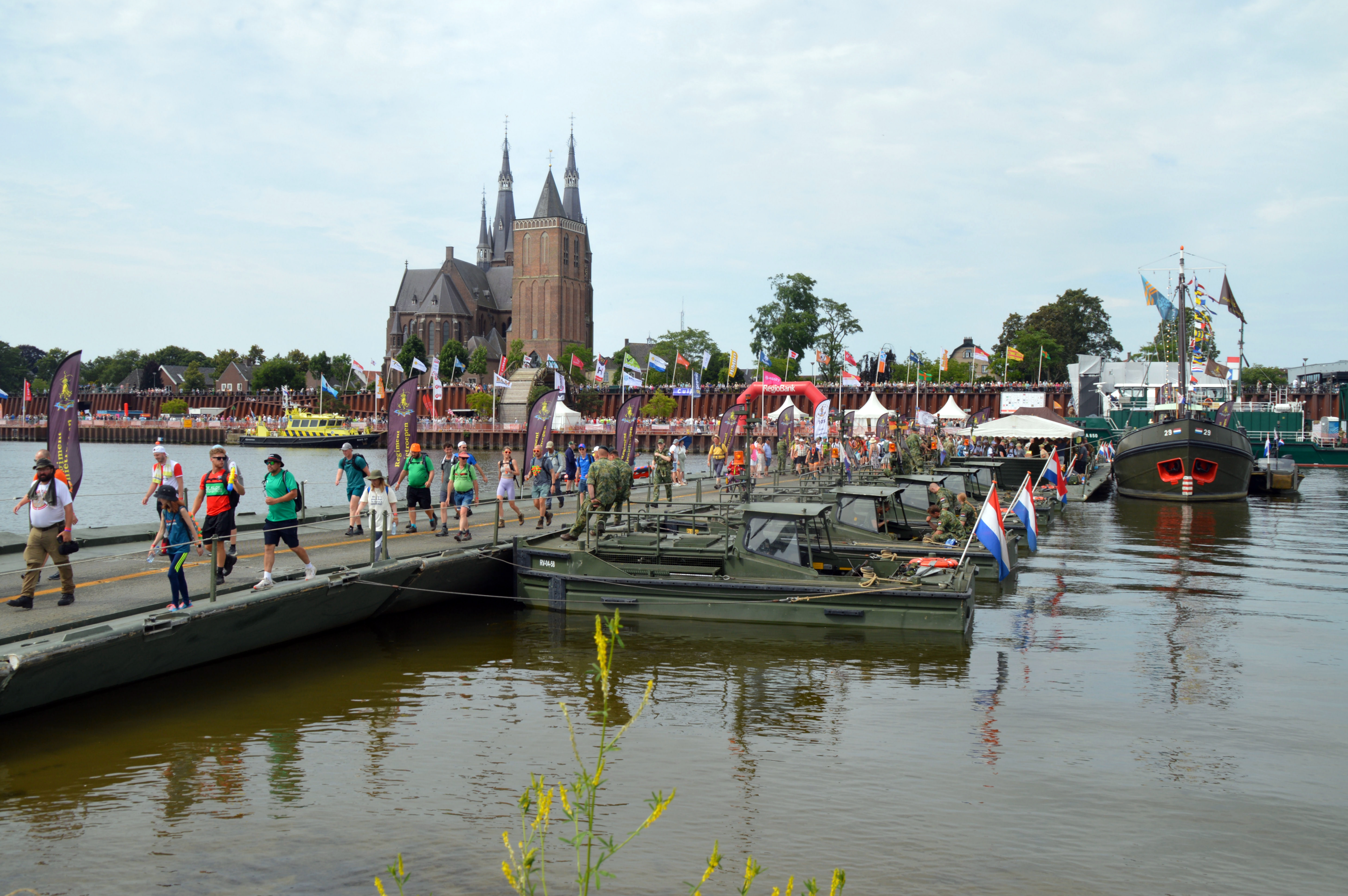
Pontonbrug Nijmeegse vierdaagse
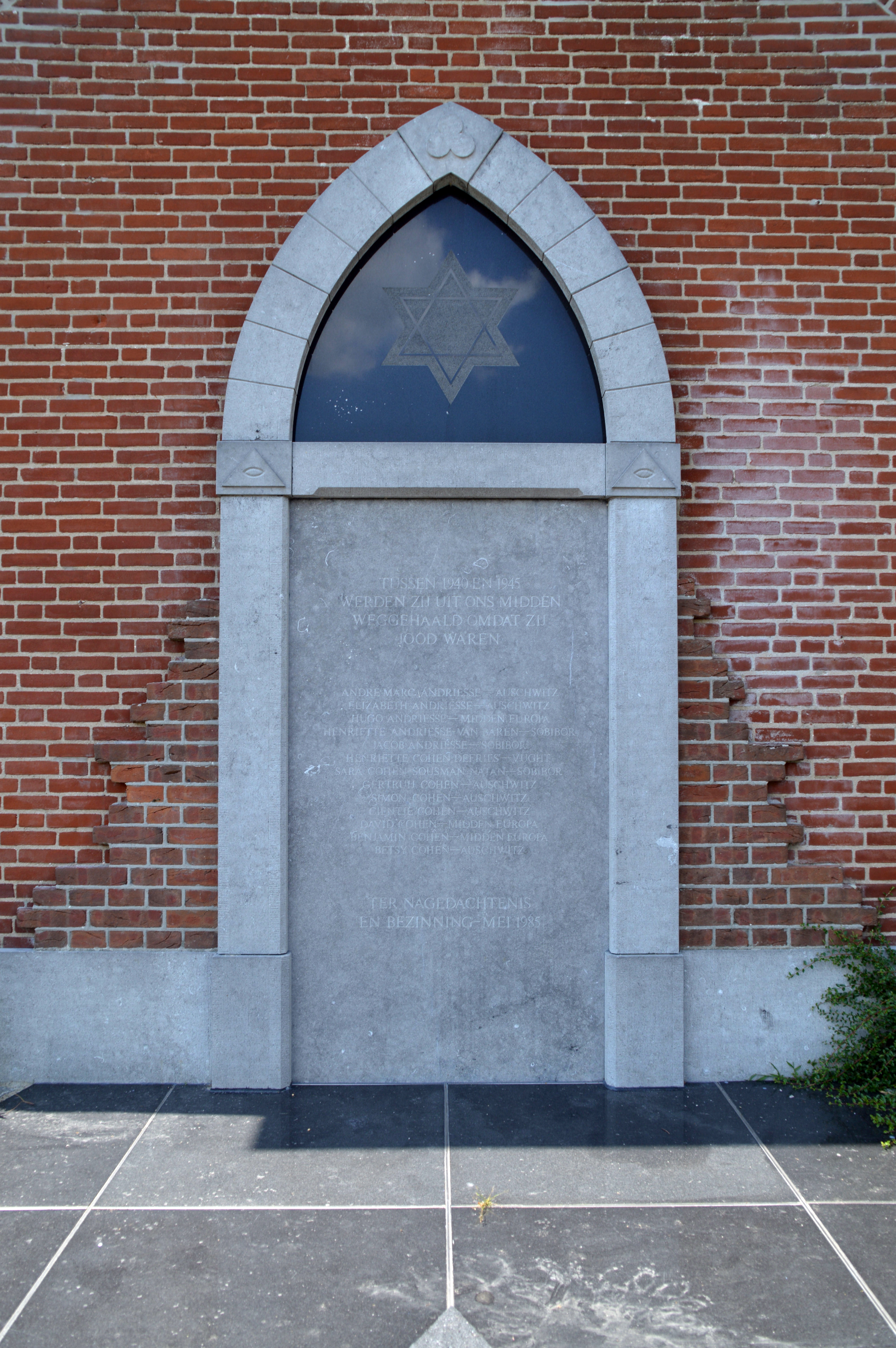
Joods monument
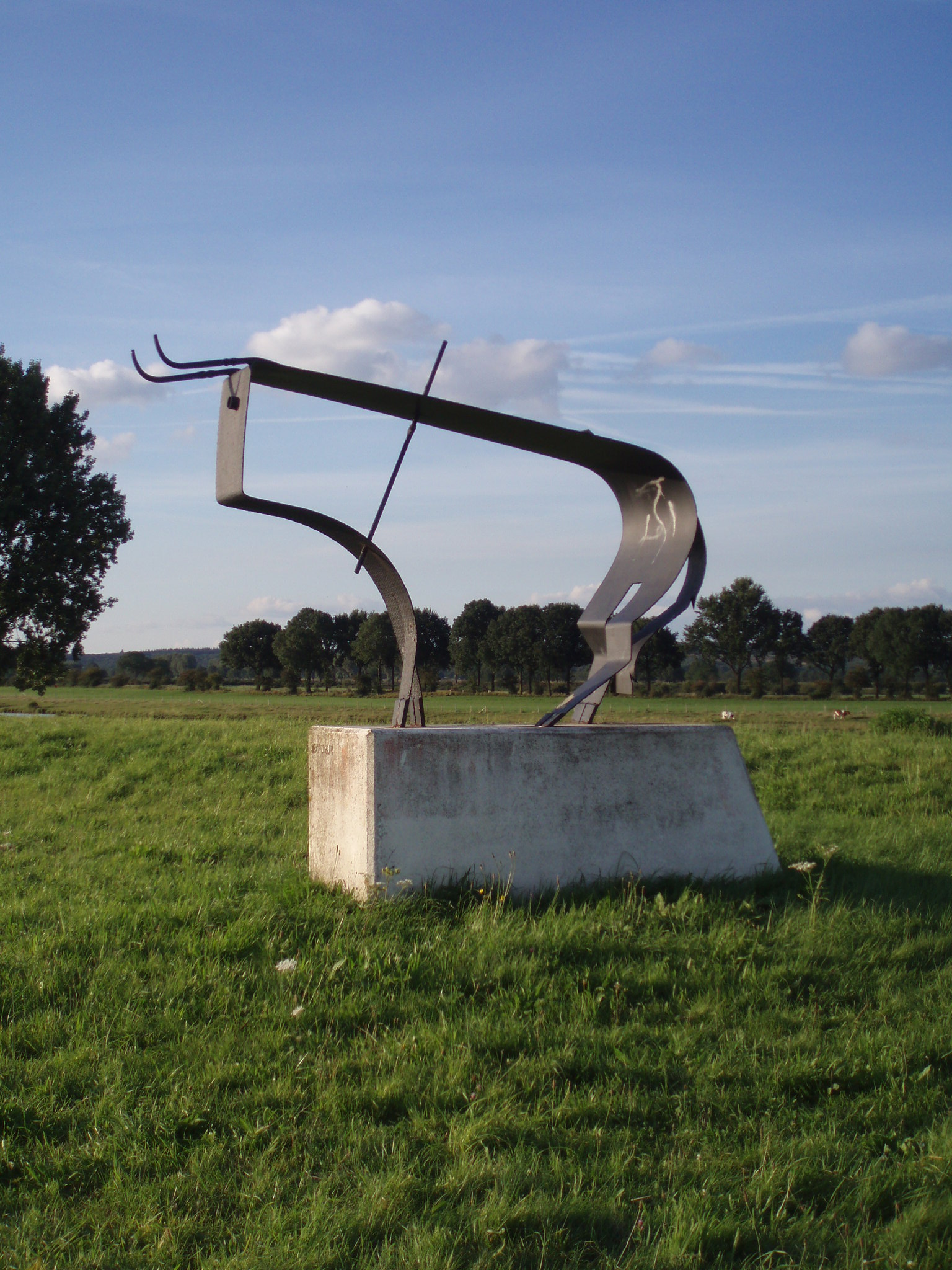
Sculptuur: "Stier"
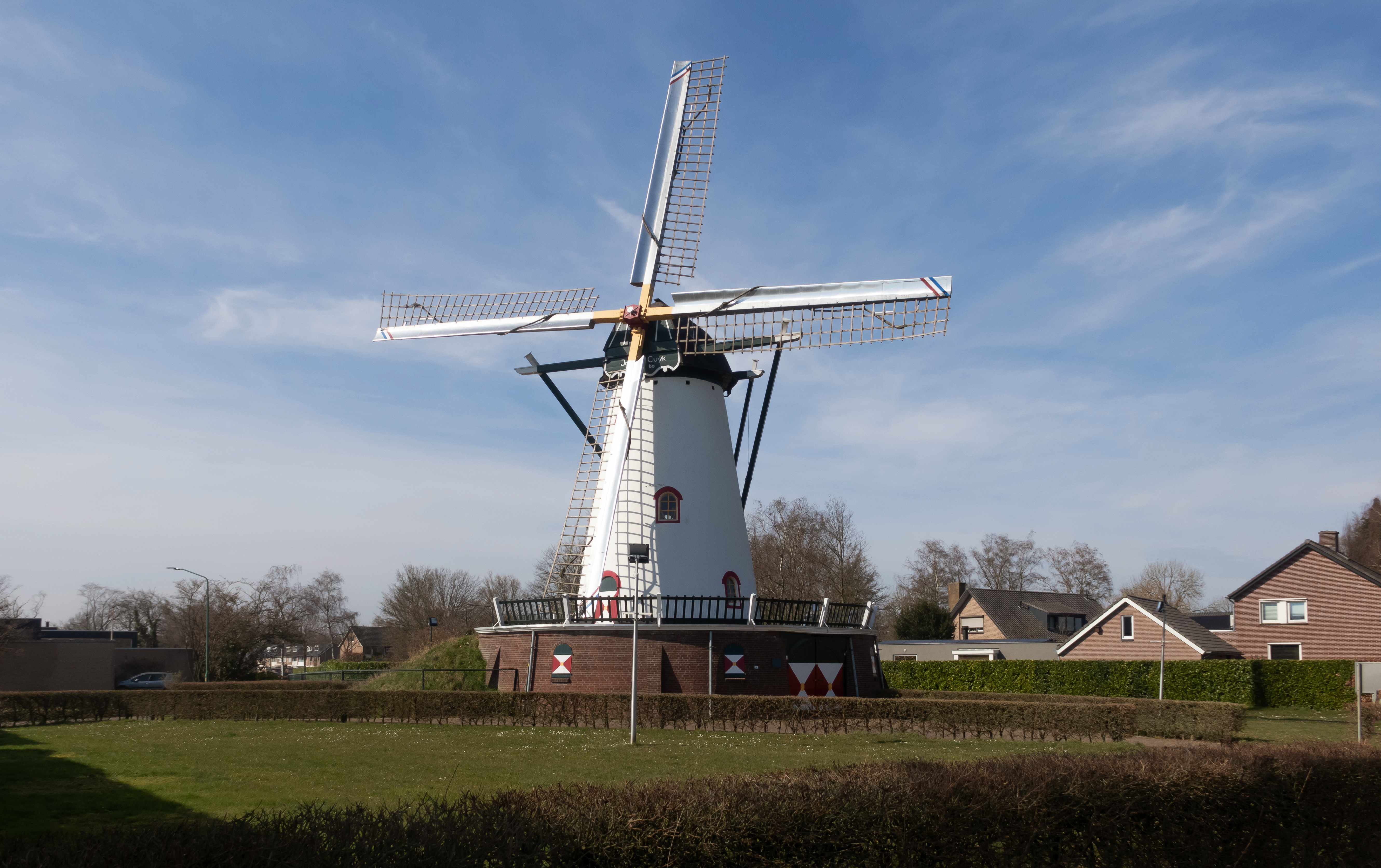
Windmolen Jan van Cuijk
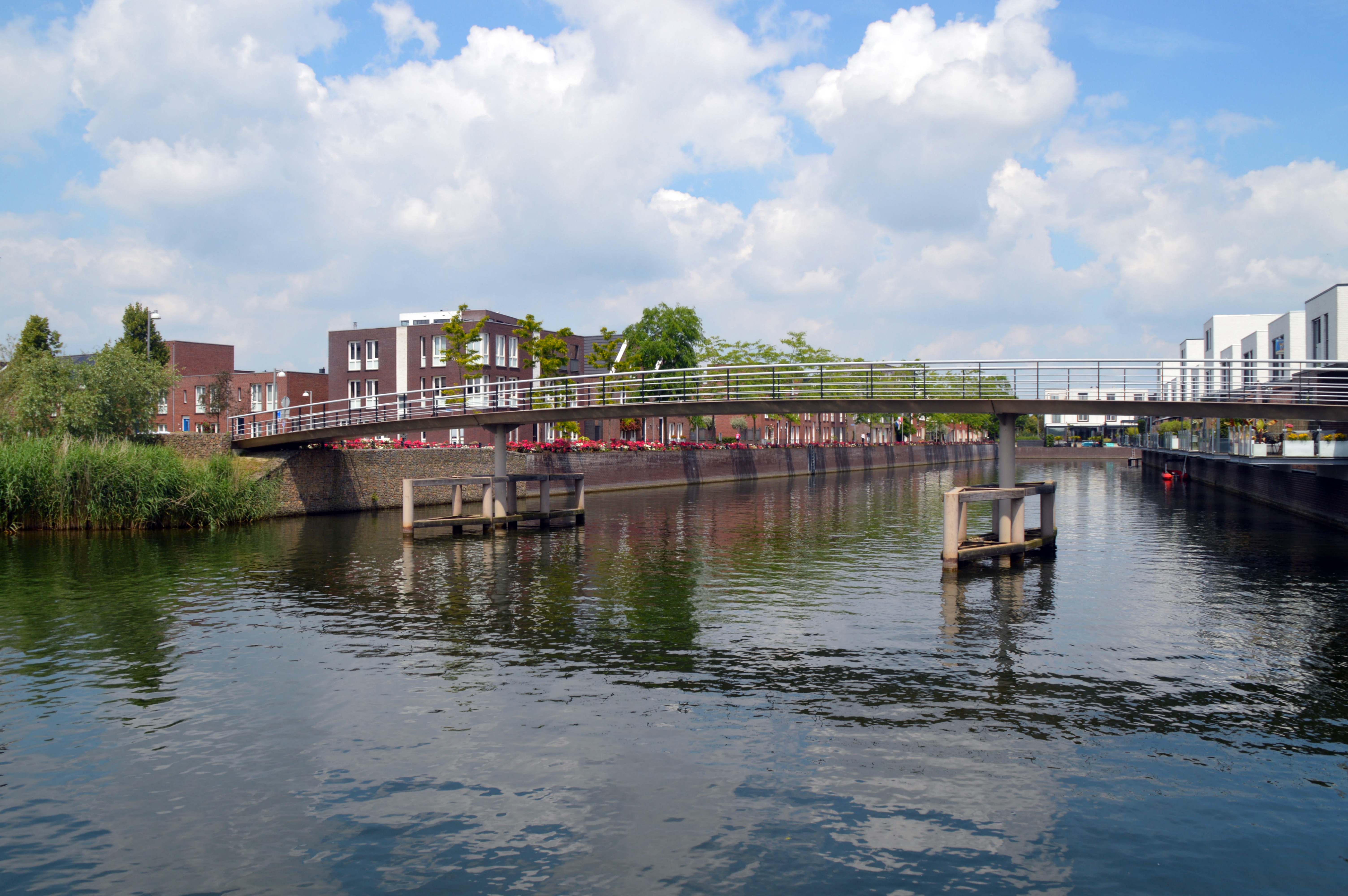
De Nielt Kraaijenbergse plassen
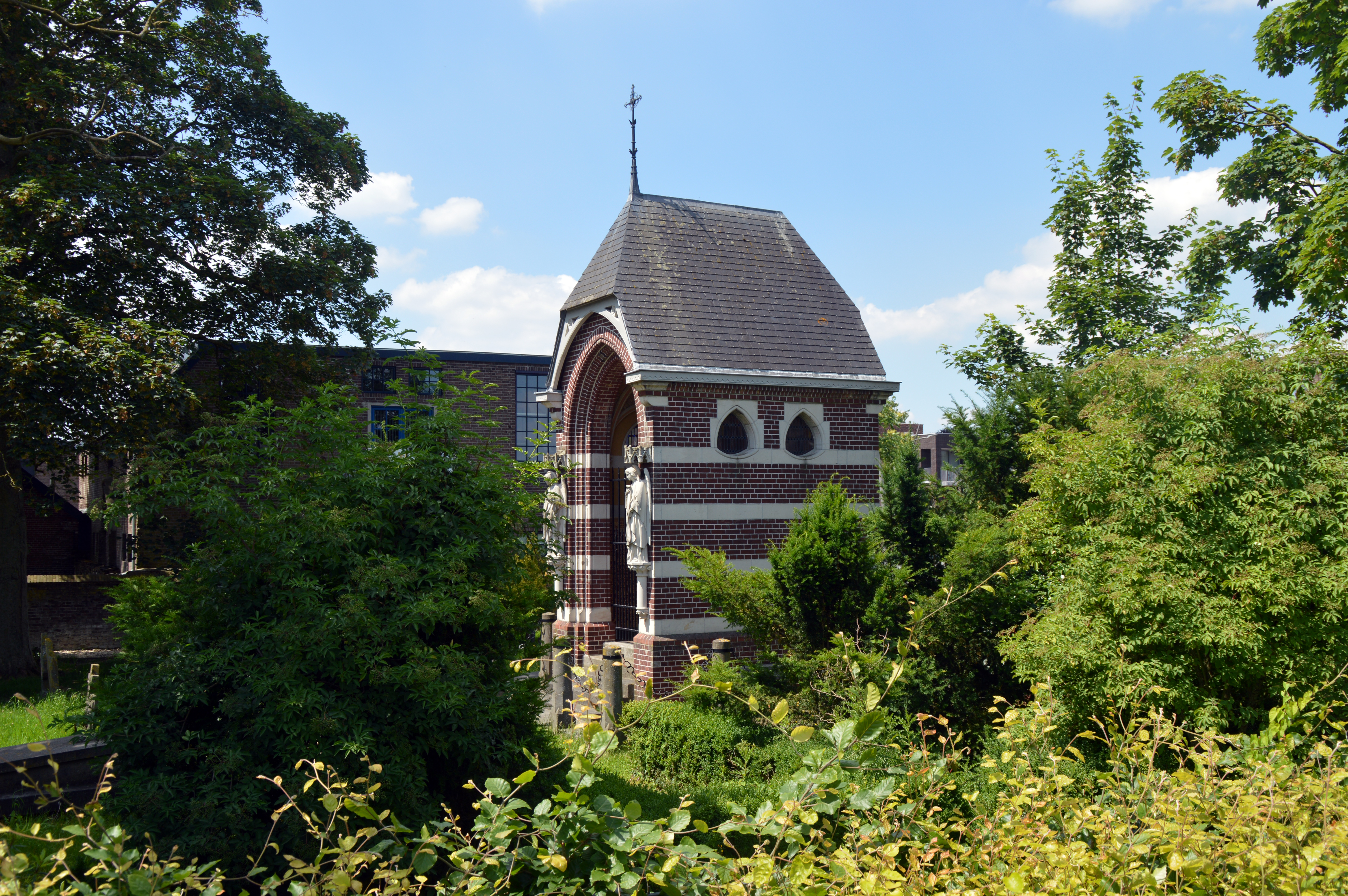
Calvariekapel

## Cultuur
- Industry Bioscoop Cuijk

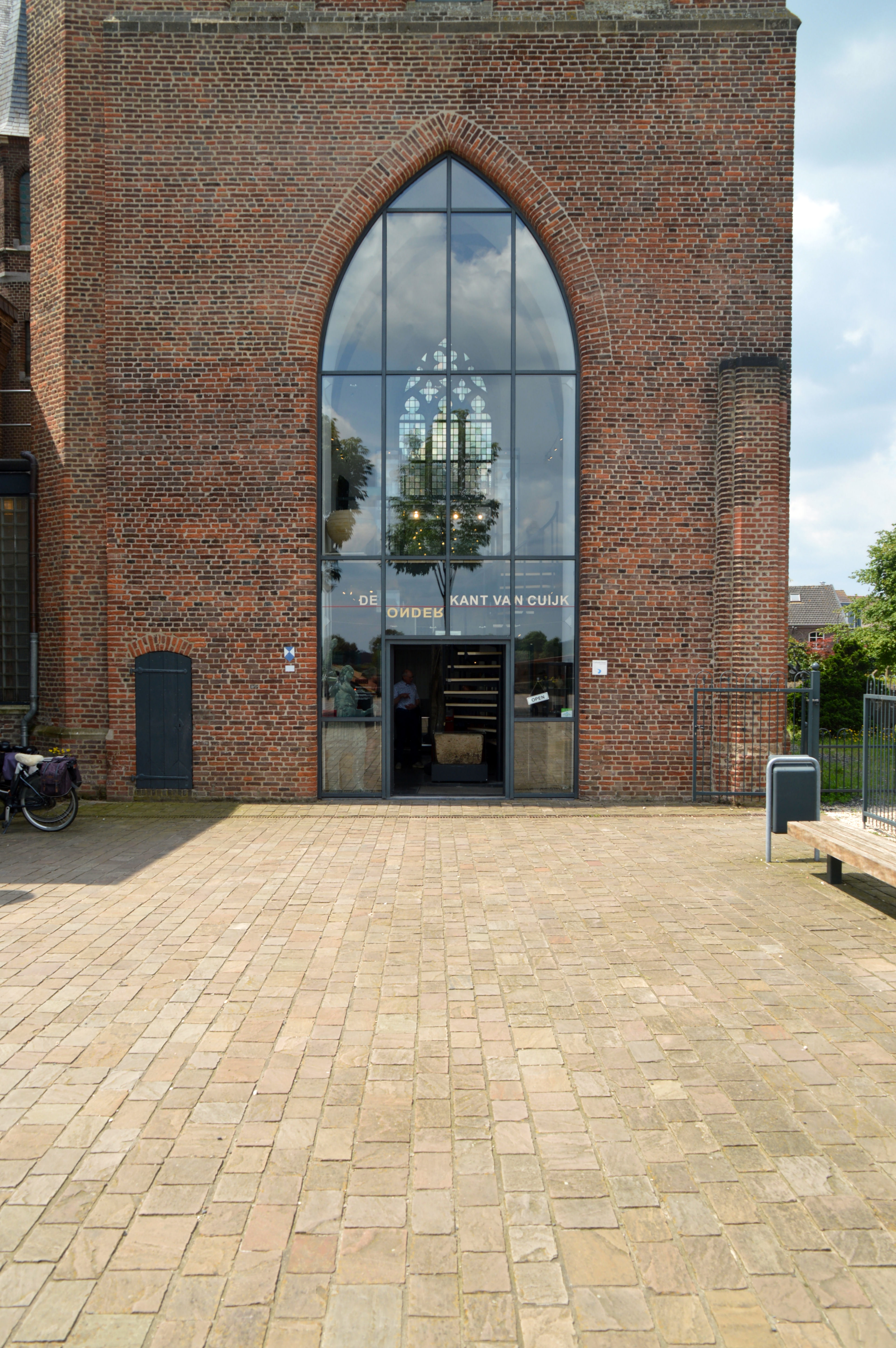
Museum Ceuclum

- Schouwburg Cuijk, monumentaal pand uit 1957 geïnspireerd door De Stijl, tevens onderkomen van de Bibliotheek.
- Museum Ceuclum, historisch museum in de Oude Toren.
- Cuijks Archief, stichting die zich al vanaf 1983 bezig houdt met de geschiedenis van de gemeente Cuijk.[10]
- Vroeger kende Cuijk een Looierijmuseum aan het Tuigleerstraatje. Het museum werd in 1985 opgericht door Hans Regouin en het herinnerde aan de vijftien leerlooierijen die in de omgeving van Cuijk hebben bestaan. De eerste looierij werd in 1835 geopend door Matthias Baptist Regouin op de plaats waar later het museum werd gevestigd. Het museum bevatte productiemachines, gereedschappen, stoffen en foto's. Het museum is echter in september 2008 gesloten en het gebouw werd verkocht. In 2009 zijn de machines overgebracht naar de Stichting Leerlooierij Suermondt te Ravenstein.
- Het Amerikamuseum was een museum dat in 1972 werd opgericht en duizenden voorwerpen bevatte die betrekking hadden op de oorspronkelijke bevolking van het Amerikaanse continent. Deze waren eigendom van de Paters Oblaten van de Onbevlekte Maagd Maria. De Paters hebben echter in 2006 besloten, mede gezien de vergrijzing van hun congregatie, om het museum te sluiten en de collectie elders onder te brengen.

## Natuur en landschap
Kenmerkend voor Cuijk is de ligging direct aan de Maas. Het dorp Cuijk heeft zich sterk uitgebreid, waardoor er weinig open ruimte meer is te vinden. Ten zuiden van de kom, nabij de wijk Padbroek, zijn enkele broekbossen te vinden, gerelateerd aan voormalige Maasbeddingen. Deze bossen vormen het natuurgebied Zevenhutten.

## Verkeer en vervoer

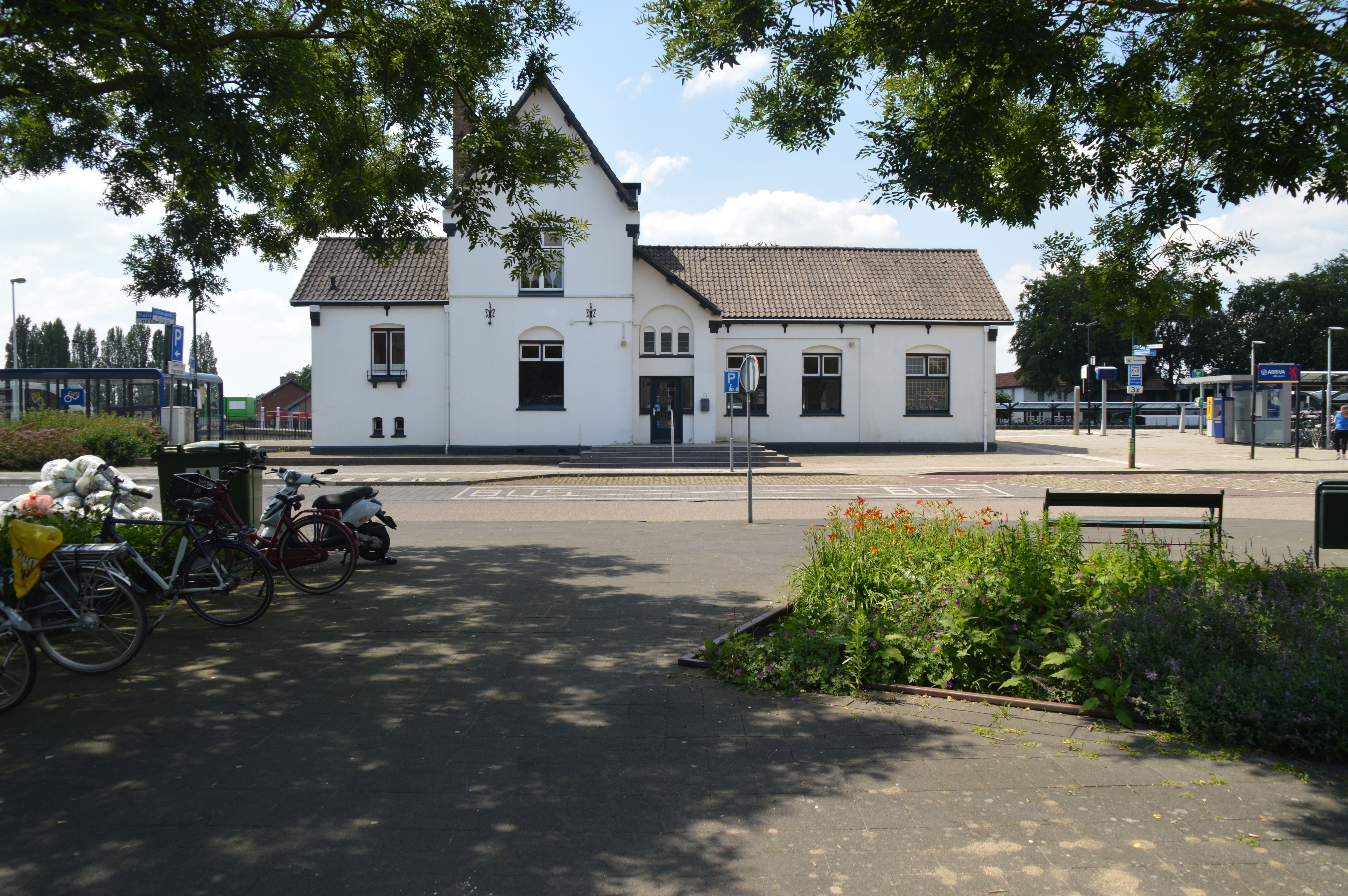
Station Cuijk

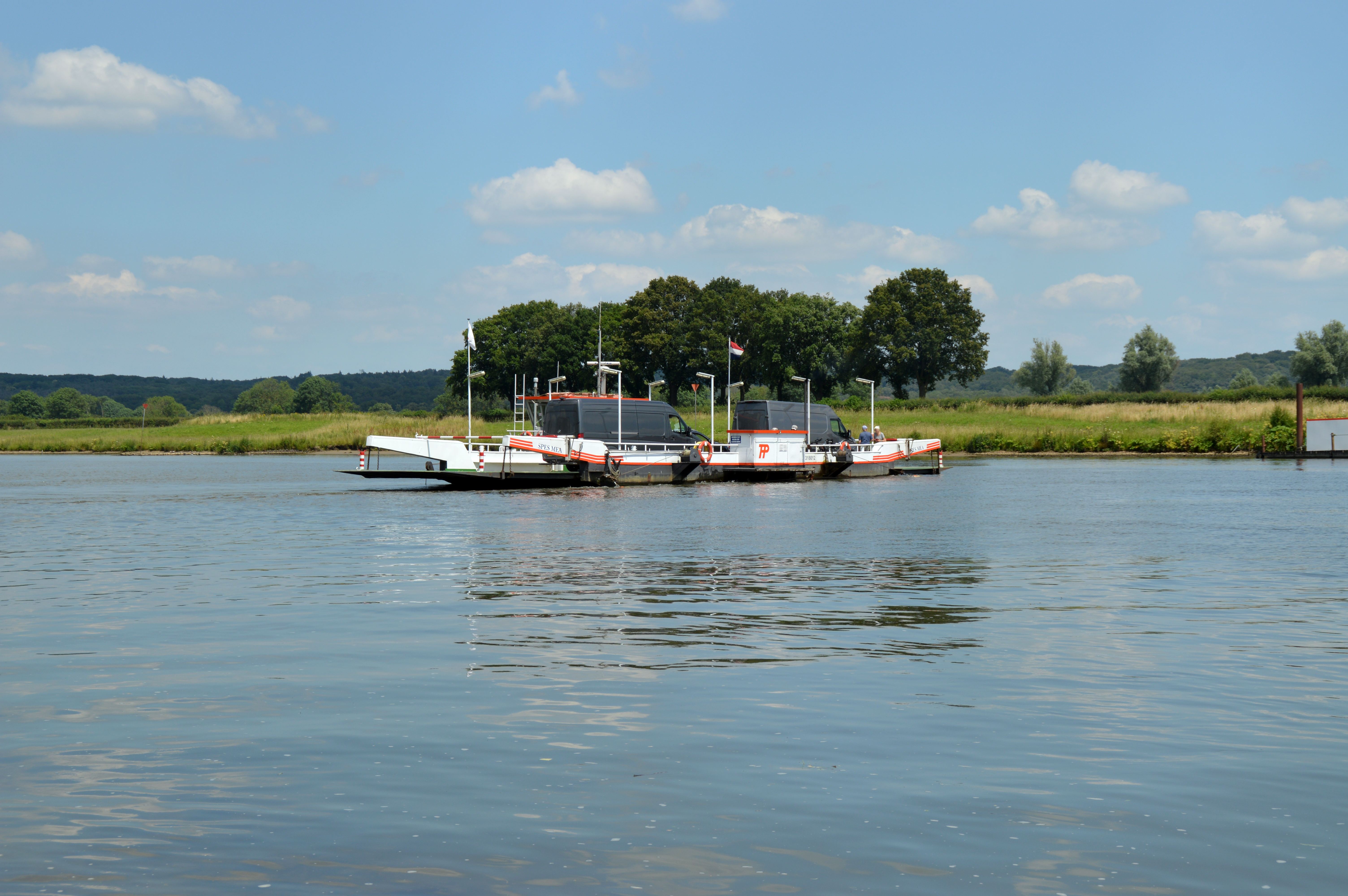
De Spes Mea van de veerdienst Cuijk - Middelaar

- Een veerpont vormt de verbinding met de Limburgse oever.
- Haven van Cuijk
- Station Cuijk.

Cuijk is bereikbaar via de A73. 

## Verenigingen
| Sport   | Faciliteiten                      | Vereniging                    |
| ------- | --------------------------------- | ----------------------------- |
| Tennis  | 9 kunstgrasbanen                  | Tennisvereniging Graaf Herman |
| Zwemmen | Binnenzwembad (Laco Sportcentrum) | Zwemvereniging ZWK Merlet     |

- Badmintonvereniging BVC '74 (opgericht in 1974)
- Biljartclub The Balls
- Biljartclub Kansas '90 (opgericht in 1990)
- Biljartvereniging De Ketsers
- Biljartvereniging De Kruuters
- Carnavalsvereniging De Eikels (Opgericht in 2015)
- Hengelsportvereniging HSV De Maas Cuijk
- Hockeyvereniging C.M.H.C. Civicum (Cuijkse Mixed Hockeyclub Civicum, opgericht in 1966)
- Honk- en softbalvereniging Bullfighters
- Jiu-Jitsu vereniging KIHON (opgericht in 1995)
- Judovereniging Gokyo (opgericht in 1975)
- Kynologenvereniging Land van Cuijk (opgericht in 1974)
- Motorcrossclub: Cuijkse Cross Club
- Roeivereniging De Drie Provinciën (opgericht in 1993)
- Sportvereniging Olympia (turnen, yoga, Freerunnen, Aerial Silk)
- Tafeltennisvereniging Cevelum (opgericht in 1950)
- Taekwondo vereniging Jirugi
- Tennisvereniging Graaf Herman (opgericht in 1963)
- Toerwielerclub De Tweewielers Cuijk (opgericht in 1979)
- Voetbalvereniging JVC Cuijk ('Jan Van Cuijk', opgericht in 1931)
- Voetbalvereniging VV SIOL (Sport Is Ons Leven, opgericht in 1945 in Katwijk aan de Maas, als vereniging voor Katwijk en Linden, thans spelen op Sportpark De Groenendijkse Kampen in Cuijk)
- Volleybalvereniging VC Volt (opgericht in 2016, vanuit een fusie tussen Energo uit Beers, Shock '82 uit Cuijk en Dynamo uit Grave)
- Volleybalvereniging Shock '82 ((her)opgericht in 2018)
- Zwemvereniging ZWK Merlet (opgericht in 1967)

Stichtingen
- Stichting Avondvierdaagse Cuijk - organisatie Wandelvierdaagse (opgericht in 2011)

Voormalige verenigingen
- Tennisvereniging Agrem (beginjaren zestig)
- Volleybalvereniging Shock '82 (opgericht in 1982, gefuseerd in 2016 met Energo uit Beers en Dynamo uit Grave tot VC Volt)

## Geboren in Cuijk
- Jules Bogaers (1926-1996), archeoloog
- Tiny Ruijs (1957-2025), voetballer en voetbalcoach
- Ton Büchner (1965), CEO Akzo Nobel
- Caroline van der Plas (1967), journaliste en politica
- Marijke van Beukering-Huijbregts (1971), politica
- Sandra Palmen (1972), politica
- Ielja Strik (1973), wereldkampioen powerliften
- Wilco van Kleef (1981), wereldrecordhouder
- Sander de Wijn (1990), hockeyer Kampong en Nederlands elftal
- Jordie van der Laan (1993), voetballer Telstar
- Jannick van der Laan (1995), scheidsrechter betaald voetbal
- Özgür Aktaş (1997), voetballer

## Nabijgelegen kernen

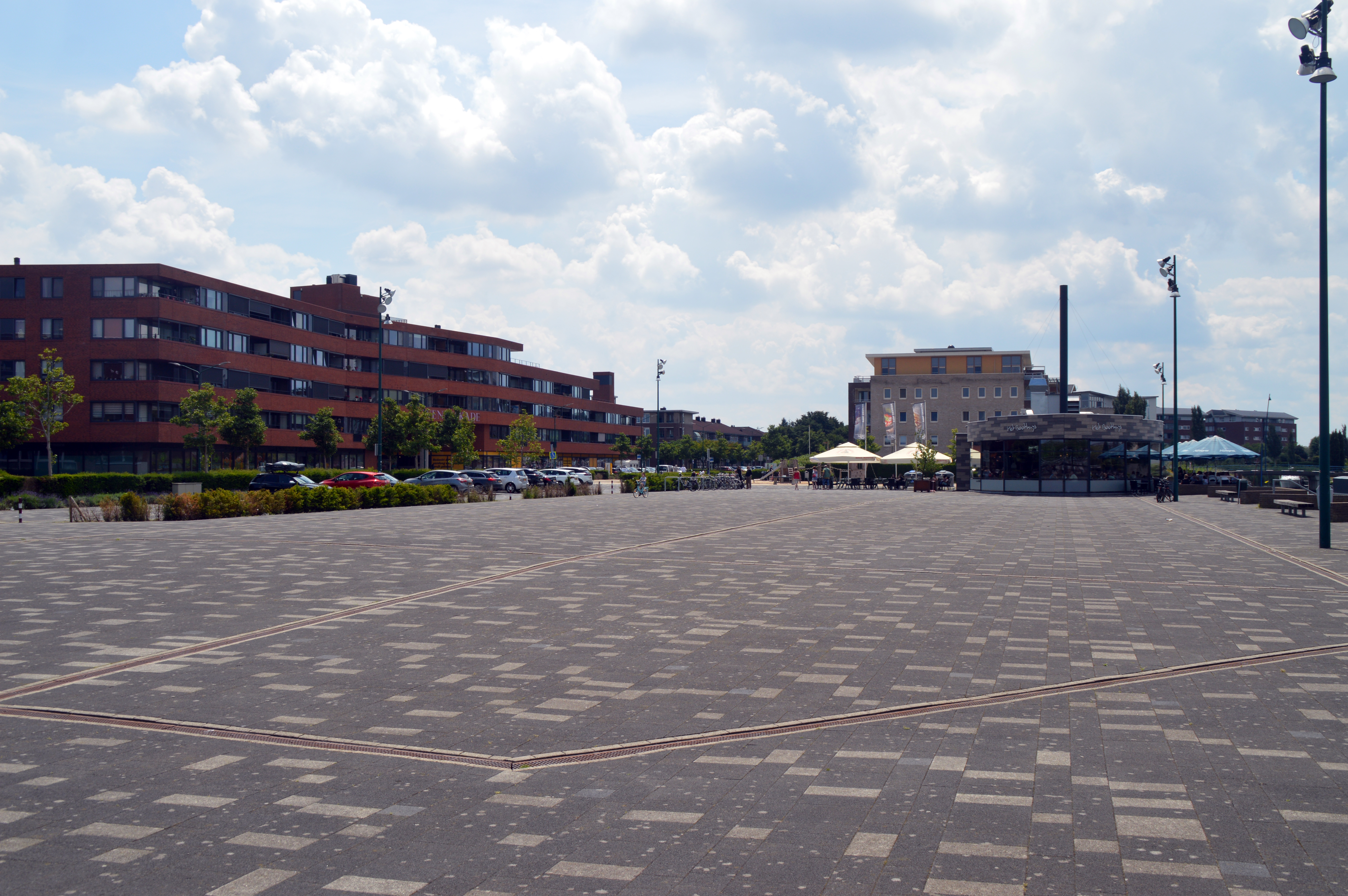
Keerkade Heeswijkse Kampen

- Katwijk, Beers, Vianen, Haps, Sint Agatha, Mook, Middelaar

## Woonwijken
- Cuijk Noord / Valuwe
- Heeswijkse Kampen / Heeswijk
- Cuijk Centrum
- Padbroek
- Beijerd en 't Riet